# Perizoma virescentaria
Perizoma virescentaria là một loài bướm đêm trong họ Geometridae.